# Chiesa di San Simeone (Castiglione d'Orcia)
La chiesa di San Simeone è un edificio sacro che si trova in località Rocca d'Orcia a Castiglione d'Orcia.

## Storia e descrizione
Consacrata nel 1633, dalla sobria facciata duecentesca che presenta un portale con arco a sesto ribassato.
Vi erano conservate una seicentesca Crocifissione di Fabrizio Boschi e una Madonna del Rosario di Vincenzo e Francesco Rustici, oggi nella Pieve dei Santi Stefano e Degna di Castiglione. Nella parete sinistra sono visibili resti di affreschi del XIV secolo, collegabili alla maniera di Bartolo di Fredi; si distinguono in particolare la Madonna della Misericordia e il Battesimo di Cristo.